# Night of the Day of the Dawn of the Son of the Bride of the Return of the Revenge of the Terror of the Attack of the Evil, Mutant, Alien, Flesh Eating, Hellbound, Zombified Living Dead
Night of the Day of the Dawn of the Son of the Bride of the Return of the Revenge of the Terror of the Attack of the Evil, Mutant, Alien, Flesh Eating, Hellbound, Zombified Living Dead es una serie de películas de parodia escritas por James Riffel como parodias agregando sus propios guiones en películas y metraje de televisión ya conocidos después de eliminar los guiones originales de las películas.

## Parte 1
La Parte 1 sigue siendo oscura y aún no se ha estrenado, ya que se creó en una estación de acceso público donde Riffel tomó varias películas de estudiantes que había hecho en la Universidad de Nueva York, algunas secuencias de video, películas caseras en super 8 y otros materiales, y los editó en una Pocos días. Nunca se lanzó y está disponible según Riffel "en la casa de mis padres, en el fondo de uno de los armarios ".

## Parte 2
Titulado Night of the Day of the Dawn of the Son of the Bride of the Return of the Revenge of the Terror of the Attack of the Evil, Mutant, Alien, Flesh Eating, Hellbound, Zombified Living Dead Part 2 a veces con el título agregado en Shocking 2-D es una parodia de terror de 1991 escrita y dirigida por James Riffel bajo el alias de Lowell Mason. También se conoce como NOTDOT . Aunque se la conoce como la Parte 2, es la primera de la serie en ser lanzada públicamente. La película se creó redoblando el clásico de terror de 1968 Night of the Living Dead con un diálogo cómico y agregando nuevos clips.
NOTDOT se proyectó en el Festival de Cine de Terror de la ciudad de Nueva York en octubre de 2005.

### Título
Con 41 palabras en su título, 168 caracteres sin espacios, tiene la distinción de ser citada como la película con el título en inglés más largo, pero del título, Maitland McDonagh de TV Guide escribió: "La mayoría de la gente cita Day of the Dawn of the Son of the Bride of the Return of the Revenge of the Terror of the Attack of the Evil, Mutant, Alien, Flesh Eating, Hellbound, Zombified Living Dead Part 2: In Shocking 2-D (1991) como el título en inglés más largo de todos los tiempos, pero claramente es una broma engañosa".

## Parte 3
Una secuela se llamó Night of the Day of the Dawn of the Son of the Bride of the Return of the Revenge of the Terror of the Attack of the Evil, Mutant, Hellbound, Flesh-Eating Subhumanoid Zombified Living Dead, Part 3, que fue una nueva versión de The Brain That Wouldn't Die, una película clásica de ciencia ficción de 1962 de Joseph Green. Se hizo con un presupuesto de 92,37 dólares y se hizo en respuesta a la película de 2005 de Steven Spielberg, La guerra de los mundos, que costó 200 millones de dólares.

## Parte 4
Una película también estrenada en 2005 llamada Night of the Day of the Dawn of the Son of the Bride of the Return of the Revenge of the Terror of the Attack of the Evil, Mutant, Hellbound, Flesh-Eating Subhumanoid Zombified Living Dead, Part 4, que fue un re-doblaje de la película de 1932 The Most Dangerous Game. Se hizo por una suma total de $99. Riffel también agregó algunas escenas propias, en su mayoría representando a dos tipos borrachos respondiendo preguntas sobre varios asuntos y lanzándose en paracaídas a los Everglades. Se lanzó en línea y se emitió varias veces en Internet, pero no se lanzó ningún DVD de la "Parte 4". La película se hizo como un desafío para Peter Jackson, quien estaba rehaciendo un clásico de King Kong en una versión moderna más larga en 2005.

## Parte 5
Titulado Noche del Día del Amanecer Del Hijo de la Novia del Regreso de la Venganza del Terror del Ataque del Mal, Mutante, Hellbound, Flesh-Eating, Crawling, Alien, Zombified, Subhumanoid Living Dead — La Parte 5 es una parodia escrita por James Riffel y lanzada en 2011.
La película tiene solo cincuenta minutos de duración y es una parodia de la edad de oro de la televisión comparando lo que se consideraba televisión adecuada en los años 50 y 60 y lo que se considera televisión adecuada en la actualidad. Riffel tomó un episodio de The Andy Griffith Show y Bonanza reemplazando el diálogo con lo que Riffel cree que son palabras y música que están más en la línea de lo que están acostumbrados los televidentes de hoy.
Esta fue la primera película que Riffel escribió para ser utilizada con fines benéficos. A pesar de ser la Parte 5, en realidad es la cuarta película de la serie que se lanza al público. El título contiene 41 palabras y contiene 177 caracteres sin espacios, lo que lo convierte en uno de los títulos de películas más largos jamás realizados.